# Capilla del Filo del Tisure
La Capilla del Filo del Tisure o simplemente la Capilla del Tisure es un edificio religioso de la Iglesia católica localizado en el estado Mérida al occidente del país sudamericano de Venezuela. Fue construida usando piedras por Juan Félix Sánchez un artista local, como parte de un complejo de pequeños monumentos religiosos construidos en medio de la cordillera de los Andes. Otras estructuras cercanas incluyen la capilla del Bohío (Capilla de la Virgen de Coromoto de El Tisure) y la Cruz de la Capilla del Tisure. Realizada solo en piedra y con una mínima cantidad de Cemento, el techo está hecho de madera y tejas simples.